# Lamprosema oxiperalis
Lamprosema oxiperalis là một loài bướm đêm trong họ Crambidae.